# Matilda Tone
Matilda Tone, geborene Martha Witherington, später Tone-Wilson, (* 17. Juni 1769 in Dublin; † 18. März 1849 in Georgetown, Washington, D.C.) war die Ehefrau von Theobald Wolfe Tone und war maßgeblich an der Erhaltung und Veröffentlichung seiner Schriften beteiligt.

## Leben
Martha Witherington wurde als älteste Tochter des Kaufmanns William Witherington und seiner Frau Catherine (geborene Fanning) geboren. Ihr Vater wurde von 1768 bis 1784 als Wolltuchhändler in der Grafton Street in Dublin, von 1784 bis 1788 als Weinhändler und schließlich von 1788 bis 1793 als Kaufmann aufgeführt. Es wird behauptet, dass Witherington Leutnant in der Royal Navy war und von 1777 bis 1783 Mitglied der Kaufmannsgilde im Dubliner Stadtrat war. Ihre Mutter war die Haushälterin ihres Vaters, nachdem dieser verwitwet war. Martha Witherington erhielt eine gute Ausbildung und interessierte sich ihr Leben lang für Drama und Literatur. Als sie 15 Jahre alt war, lernte sie Theobald Wolfe Tone durch ihren älteren Bruder kennen. Er war noch Student am Trinity College Dublin, und er war es, der sie in „Matilda“ umtaufte. Sie heiratete Tone im Alter von 16 Jahren, am 21. Juli 1785 in der St. Ann's Church in Dublin. Sie verbrachten ihre Flitterwochen in Maynooth. Nach ihrer Rückkehr lebten sie zunächst bei den Witheringtons, mit denen sie sich nicht gut verstanden, und dann bei Tones Eltern in Bodenstown, County Kildare.
Das erste Kind der Tones, Maria, wurde vor Oktober 1786 geboren. Ihr folgte ein Sohn, Richard, der nach ihrem Nachbarn Richard Griffith benannt wurde, der im Säuglingsalter starb. Tone wohnte bei der Familie ihres Mannes, während er von 1787 bis 1788 in London seine Anwaltsausbildung absolvierte. Als er zurückkehrte, hatte das Paar zwei weitere Söhne: William Theobald Wolfe Tone, geboren am 29. April 1791, und Francis Rawdon Tone, geboren am 23. Juni 1793. Francis war als Frank bekannt und wurde nach Francis Rawdon-Hastings benannt. William wurde in Dublin geboren, und Frank wurde wahrscheinlich in Bodenstown geboren. Zu diesem Zeitpunkt besaß die Familie bereits ein Landhaus in Bodenstown, das Wolfe Tone von seinem Onkel Jonathan Tone geerbt hatte und das die Familie scherzhaft Château Boue nannte. Sie lebten dort bis Mai 1795, als sie aus politischen Gründen nach Princeton, New Jersey, zogen.
Matilda Tone und die Kinder kehrten 18 Monate später nach Europa zurück und schlossen sich Tone in Frankreich an. Die Familie ließ sich in Paris nieder und lebte zunächst in Nanterre, später zog sie in den Pariser Vorort Chaillot. Tone erzog ihre Kinder zu Hause. Von ihr sind nur wenige Briefe erhalten, aber viele der Briefe und Tagebücher ihres Mannes waren an sie gerichtet oder für sie bestimmt. Aus diesen und ihrem Brief an ihre Freundin Eliza Fletcher geht hervor, dass sie das Interesse ihres Mannes an der Politik teilte. Nach dem Tod ihres Mannes im November 1798 zog sie in eine kleine Wohnung im Quartier Latin. Damit wollte sie in der Nähe ihres Sohnes William sein, der das Lycée Louis-le-Grand besuchte. Nach dem Bruch des Friedens von Amiens am 18. Mai 1803 erhielt sie eine Rente von 1.200 Francs für sich und 400 Francs für jedes ihrer Kinder.
Die Tochter Maria starb im April 1803 und der Sohn Frank 1807, beide an Tuberkulose. William zeigte ebenfalls Symptome der Krankheit, was sie 1807 veranlasste, zurück nach Amerika zu gehen. Von dort aus versuchte sie, die Angelegenheiten ihres Mannes zu regeln. Sie fand einige Tagebücher von Tone aus der Zeit vor 1795 und alle Briefe und Tagebücher aus der Zeit nach 1795, die sie der Autobiografie hinzufügte, die sie bereits in ihrem Besitz hatte. Als William im November 1810 als Kadett in die Kavallerieschule von Saint-Germain-en-Laye eintrat, zog Tone in die Nähe von ihm. Indem sie sich 1811 an Napoleon wandte, der Wolfe Tone gekannt hatte, sorgte sie dafür, dass ihr Sohn die französische Staatsbürgerschaft und den privilegierten Status eines Élève du gouvernement erhielt. 1813, als William seinen Dienst antrat, kehrte Tone nach Paris zurück.
Nach der Niederlage Napoleons im Juni 1815 wurde William die Einreise nach Irland oder nach Großbritannien verweigert. Dies führte dazu, dass Mutter und Sohn nach Amerika zurückkehrten. Bevor sie Paris verließ, heiratete Tone am 19. August 1816 ihren alten Freund Thomas Wilson. Wilson war ein schottischer Geschäftsmann und Anwalt, der sich nach dem Tod ihres Mannes um Tones finanzielle Angelegenheiten gekümmert hatte. Das Paar besuchte Schottland, zog dann 1817 nach New York und schließlich um 1820 nach Georgetown, Washington, D.C. Dort lebte sie bis zu ihrem Tod.
Ab 1824 begann das New Monthly Magazine mit der nicht autorisierten Veröffentlichung von Auszügen aus Wolfe Tones Autobiografie. Daraufhin beschloss Tone, alle Papiere und Schriften von Wolfe Tone zu veröffentlichen, einschließlich der Autobiografie, Pamphlete und Tagebücher, die von ihrem Sohn William herausgegeben wurden. Das Ergebnis waren zwei große Bände mit dem Titel Life of Theobald Wolfe Tone, die im Mai 1826 veröffentlicht wurden. Tone fügte eine Erinnerung an ihr eigenes Leben in Paris nach seinem Tod im Jahr 1798 hinzu (Vol II, Appendix Part II, S. 567–594). Das Buch war ein Bestseller und sicherte das Erbe von Wolfe Tone und war ein wichtiges Zeitdokument der irischen und französischen Revolutionspolitik.
William Tone starb 1828, danach lebte Tone eher zurückgezogen. Sie starb am 18. März 1849 in Georgetown. Thomas Wilson verstarb bereits 1824. Nur zwei Wochen zuvor war sie von einem Young Irelander, Charles Hart, interviewt worden. Ursprünglich wurde sie in der Nähe von William Tone auf dem Marbury-Friedhof in Georgetown begraben. Nachdem dieser Friedhof verkauft worden war, wurde sie am 31. Oktober 1891 von ihren Urenkeln auf dem Green-Wood Cemetery in Brooklyn, New York, beigesetzt. Ihr wurde ein neuer Grabstein gewidmet, das 1996 restauriert wurde.